# کاسوتا (مینه‌سوتا)
کاسوتا، مینه‌سوتا (به انگلیسی: Kasota, Minnesota) یک شهر در ایالات متحده آمریکا است که در شهرستان لو سوئور، مینه‌سوتا واقع شده‌است.

## خصوصیات
کاسوتا ۲٫۵۹ کیلومترمربع مساحت و ۶۷۵ نفر جمعیت دارد و ۲۴۶ متر بالاتر از سطح دریا واقع شده‌است.